# Adrián Ricchiuti
Adrián Ricchiuti, född 30 juni 1978, är en argentinsk fotbollsspelare. Han spelar för närvarande i Rimini. Ricchiuti har även italienskt medborgarskap.

## Karriär

### Den tidiga karriären
Adrián Ricchiuti föddes i Argentina men flyttade redan som 16-åring till Italien och Ternana som då spelade i Serie D. Under sina två säsonger i klubben spelade Ricchiuti totalt 24 matcher innan han såldes till Genoa i Serie A. Ricchiuti hade svårt att ta en plats i Genoa och i januari 1998, efter en och en halv säsong i klubben, såldes han till Carpi i Serie C1. Efter en bra vår i Carpi flyttade Ricchiuti sommaren 1998 till Pistoiese  i Serie B. Ricchiuti var ordinarie i klubben sin första säsong, men halvvägs genom säsongen 1999/2000 lånades han ut till Livorno i Serie C1. Efter sejouren i Livorno återvände Ricchiuti initialt till Pistoiese, men bara för att säljas igen. Den här gången till Arezzo, fortfarande i Serie C1. Ricchiuti var ordinarie under sin en och en halv säsong med Arezzo, men såldes i januari 2002 till storsatsande Rimini i Serie C2.

### Rimini
I Rimini kom Ricchiutis karriär att ta fart på allvar. Ricchiuti etablerade sig snabbt som ordinarie och under sin andra säsong med klubben spelade han 32 matcher när laget vann uppflyttning till Serie C1. Ricchiuti fortsatte att vara en viktig kugge i laget och under sin fjärde säsong med klubben, 2004/2005, gjorde han för första gången i karriären över tio mål (13), samtidigt som laget vann uppflyttning till Serie B. Ricchiuti följde upp succén med elva mål i Serie B säsongen efter och fick också rollen som lagkapten. Rimini spelade ytterligare tre säsonger i Serie B med Ricchiuti i laget. När klubben 2009 åkte ur serien var det dags för Ricchiuti att lämna efter totalt 278 matcher och 54 mål.

### Catania
Serie A-klubben Catania blev ny adress för Ricchiuti. Ricchiuti tillbringade sin första höst med laget mestadels som inhoppare, men blev med tiden allt mer ordinarie. 